# Лахтеенмяки, Юхо
Юхо Вайно Вальттери Лахтеенмяки (фин. Juho Väinö Valtteri Lähteenmäki; род. 15 июня 2006) — финский футболист, защитник клуба «Норшелланн».

## Клубная карьера
Лахтеенмяки — воспитанник клуба «Ильвес». В 2022 году игрок подписал контракт с датским «Норшелланном». 23 февраля 2025 года в матче против «Сённерйюска» он дебютировал в датской Суперлиге. 